# 马尔钦·亚沃哈
马尔钦·亚沃哈（波蘭語：Marcin Jałocha，1971年3月17日—），波兰男子足球运动员，司职后卫。他曾代表波兰国奥队参加1992年夏季奥林匹克运动会足球比赛，获得一枚银牌。